# Kałyniwka (obwód tarnopolski)
Kałyniwka (ukr. Калинівка; do 1964 roku Cecowa) – wieś na Ukrainie, w  obwodzie tarnopolskim, w rejonie tarnopolskim.
W II Rzeczypospolitej miejscowość w powiecie zborowskim województwa tarnopolskiego.
W latach 1943–1945 nacjonaliści ukraińscy z OUN-UPA zamordowali we wsi 23 Polaków.
Do 2020 w rejonie zborowskim.